# Place du Marché-Sainte-Catherine
Place du Marché-Sainte-Catherine är ett torg i Quartier Saint-Gervais i Paris 4:e arrondissement. Place du Marché-Sainte-Catherine, som är beläget mellan Rue d'Ormesson 4 och Rue Caron 7, är uppkallat efter klostret Sainte-Catherine-du-Val-des-Écoliers, vilket revs på 1770-talet.
På torget växer pappersmullbärsträd.

## Omgivningar
- Notre-Dame-des-Blancs-Manteaux
- Saint-Paul-Saint-Louis
- Jardin de l'Hôtel-Lamoignon – Mark-Ashton
- Jardin de l'Hôtel de Sully
- Hôtel de Chavigny

## Bilder
| - Notre-Dame-des-Blancs-Manteaux. - Saint-Paul-Saint-Louis. - Jardin de l'Hôtel-Lamoignon – Mark-Ashton. |

| - Jardin de l'Hôtel de Sully. - Hôtel de Chavigny. |

## Kommunikationer
- Tunnelbana – linje  – Saint-Paul
- Busshållplats Saint-Paul – Paris bussnät, linjerna 69 76 96 N11 N16

### Webbkällor
- ”Place du Marché-Sainte-Catherine”. Mairie de Paris. http://www.v2asp.paris.fr/commun/v2asp/v2/nomenclature_voies/Voieactu/5959.nom.htm. Läst 24 april 2021.
- ”Place du Marché-Sainte-Catherine”. Les rues de Paris. https://www.parisrues.com/rues04/paris-04-place-du-marche-sainte-catherine.html. Läst 24 april 2021.